# Folke Braband
Folke Braband (* 1963 in Berlin) ist ein deutscher Theaterregisseur und Autor.

## Leben
Folke Braband wurde in Berlin geboren und studierte dort Theater- und Literaturwissenschaften. Von 1991 bis 1995 leitete er das Studiotheatermagazin im Theater am Kurfürstendamm und war daraufhin als künstlerischer Leiter an der Berliner Komödie tätig.
Folke Braband hat in Berlin, Wien, München, Hamburg, Frankfurt, Düsseldorf, Stuttgart, Köln, Heilbronn, Feuchtwangen und Ingolstadt inszeniert. Sein Repertoire umfasst die gesamte Bandbreite von Boulevard und Operette bis zum gesellschaftskritischen Sozialdrama, von Kinder- und Jugendstücken bis zur Klassik. Er arbeitete u. a. mit Jürgen Prochnow, Brigitte Mira, Oliver Mommsen, Katharine Mehrling, Robert Stadlober, Wolfgang Spier, Robert Seethaler, Heribert Sasse, Andreas Schmidt, Tanja Wedhorn, Judy Winter, Dieter Hallervorden oder Volker Lechtenbrink zusammen. Neben der Tätigkeit als Regisseur ist Braband auch als Autor und Übersetzer tätig.
Zu seinen über 100 Inszenierungen zählen u. a. Endstation Sehnsucht, Der zerbrochne Krug, Tartuffe, Im weißen Rössl Der nackte Wahnsinn, Ladies Night und andere.
Seine Komödien Mittendrin und Spätlese wurden an der Komödie, Berlin uraufgeführt –  Fehler im System und Rent a friend am Schlosspark Theater.
Folke Braband lebt mit seiner Familie in Berlin.

## Auszeichnungen
Für Ladies night erhielt er 2001 den Preis der Theatergemeinde Berlin für das beliebteste Stück der Saison. Die Inszenierungen Barbaren, die Schaukel und Lost in Yonkers wurden für den Friedrich-Luft-Preis nominiert, Klassenfeind 2.0 für den Ikarus-Preis. 2013 erhielt er für Eine Sommernacht den Monica-Bleibtreu-Preis in der Kategorie Komödie.